# Ânsia Eterna
Ânsia eterna é um livro de contos de autoria da escritora brasileira Júlia Lopes de Almeida. Foi publicado em 1903 pela casa editorial Garnier.

## O livro

### Conteúdo
A edição de 1903 possui as seguintes narrativas:
- Ânsia eterna
- O caso de Rute
- A rosa branca
- Os porcos
- O voto
- E os cisnes?
- Sob as estrelas
- A primeira bebedeira
- A casa dos mortos
- As histórias do conselheiro
- A caolha
- In extremis
- A boa lua
- Esperando
- Incógnita
- A alma das flores
- Ondas de ouro
- O último raio de luz
- A morte da velha
- Perfil de preta
- A nevrose da cor
- As três irmãs
- O véu
- Pela pátria
- O Dr. Bermudes
- A valsa da fome
- O futuro presidente
- O último discurso
- No muro
- As rosas

### Dedicatórias
Os contos de Ânsia eterna possuem dedicatórias a pessoas proeminentes do meio literário brasileiro do fim do século XIX, a saber: Machado de Assis, João Luso, Valentim Magalhães, Magalhães de Azeredo, Arthur Azevedo, Baptista Coelho, Olavo Bilac, Francisca Júlia da Silva, Eva Canel, Maria Clara da Cunha Santos, Lúcio de Mendonça, Júlia Cortines, Presciliana Duarte de Almeida, Zalina Rolim, Raimundo Correia, Coelho Neto e Julião Machado. Grande parte desses nomes fez parte da Academia Brasileira de Letras (ABL).

### Temáticas abordadas nos contos
Destaca-se, em geral, a presença da figura feminina como protagonista nos contos. Além disso, o insólito é um fenômeno manifestado em algumas narrativas, encontrando-se em "A casa dos mortos" e "A rosa branca", por exemplo.

## Outras edições
Ânsia eterna recebeu uma segunda edição em 1938 por A Noite Editores, que retirou os contos "As histórias do conselheiro", "In extremis", "Esperando", "Ondas de ouro" e "O véu", para acrescentar "O lote 587", "O coração tem razões" e "O redentor".
Em 2013, uma nova edição foi publicada pela Editora Mulheres.
Em 2018 a editora do SESI-SP publicou uma versão em quadrinhos, adaptada e ilustrada por Verônica Berta.
Em 2019, a Coleção Escritoras do Brasil, sob a curadoria da Biblioteca do Senado Federal produziu uma nova edição.

Em 2020 a editora Vermelho Marinho publicou uma edição, com apresentação de Ana Cristina Rodrigues e ilustrações de Estevão Ribeiro.